# محفظة جوجل
محفظة جوجل (بالإنجليزية: Google Wallet) هو نظام دفع بواسطة الهاتف النقال وضعته شركة جوجل، يتيح للمستخدمين شراء التطبيقات والمحتويات الترفيهية في جوجل. طرحت جوجل الخدمة في مؤتمر صحفي عقد في يوم 26 مايو 2011، ويتم الدفع عن طريق البطاقات المصرفية أو الدفع بواسطة بطاقات الشحن الخاصة بشركات الاتصالات.

## دعوى قضائية
بعد وقت قصير من إطلاق الخدمة قامت شركة باي بال برفع دعوى قضائية ضد جوجل واثنين من الموظفين السابقين في باي بال.

## وصلات خارجية
- الموقع الرسمي